# La noia (Santi Francesi)
La noia è un singolo del duo musicale italiano Santi Francesi, pubblicato il 16 giugno 2023.

## Descrizione
Il brano, scritto da Alessandro De Santis, è prodotto dallo stesso duo musicale con Davide Pavanello.
Il brano è stato inserito da Recensiamo Musica tra le 100 canzoni indie più belle del 2023.

## Video musicale
Il video musicale, diretto da Leonardo Corallini, è stato pubblicato il 22 giugno 2023 attraverso il canale YouTube del duo.

## Tracce
Testi di Alessandro De Santis, musiche di Alessandro De Santis, Mario Lorenzo Francese e Davide Pavanello.
1. La noia – 2:59